# Cofradía de la Esperanza (Murcia)
La Pontificia, Real y Venerable Cofradía del Santísimo Cristo de la Esperanza, María Santísima de los Dolores y del Santo Celo por la Salvación de las Almas es una cofradía de culto católico que tiene su sede canónica en la iglesia de San Pedro de la ciudad de Murcia (España).
Participa en la Semana Santa de Murcia desfilando el Domingo de Ramos, y está considerada la primera de las denominadas "tradicionales" por haber sido durante muchos años la que inauguraba las procesiones de la ciudad.

## Historia
Los orígenes de la corporación se remontan al siglo XVI, dedicada al socorro de menesterosos, acompañamiento a reos con penas de muerte y otras actividades de penitencia, aunque la Congregación del Santísimo Cristo de la Esperanza y Santo Celo por la Salvación de las Almas fue erigida en 1754 en la iglesia de San Pedro, siendo filial de la existente en Sevilla desde 1724. A esta congregación pertenecieron el escultor Francisco Salzillo y su esposa.
A mediados del siglo XX vive una remodelación, y en 1953, siguiendo las constituciones del siglo XVIII, se reestructura formando una cofradía de Semana Santa con el Cristo de la Esperanza y la Virgen de los Dolores, que realizaron su primera salida el Domingo de Ramos de 1954. Dos años después, en 1956, se incluyeron las imágenes de San Pedro Arrepentido y Jesús de la Penitencia. En 1977 se creó la hermandad de San Juan Evangelista, y en los años 1980 se introdujeron en la cofradía los grupos escultóricos del Arrepentimiento y Perdón de María Magdalena y la Entrada Triunfal de Jesús en Jerusalén.
En la actualidad, se compone de nueve tronos y nueve hermandades, siendo una de las denominadas de estilo tradicional murciano, aunque cuenta con peculiaridades importantes: ocho de sus pasos son de tres estantes por vara, sus mayordomos llevan la cara tapada, en su cortejo no hay toque de burla y los últimos tronos de la procesión marcan el paso.

## Pasos y hermandades

Paso del Arrepentimiento y perdón de Santa María Magdalena. Trono portado por treinta y ocho Nazarenos, que representa el pasaje narrado en el capítulo XXII del Evangelio de San Juan, cuando la víspera de la entrada de Jesús en Jerusalén, María Magdalena ungió los pies del Señor mientras cenaba en casa de Lázaro.

La cofradía cuenta con nueve pasos y sus respectivas hermandades, por orden de salida en procesión:
- Dejad que los niños se acerquen a mi, obra de Francisco Liza (2009), preside la Hermandad Infantil, primera de las creadas en Murcia, en el año 2002.
- Arrepentimiento y perdón de María Magdalena, María Magdalena es de Francisco Liza (1983), mientras que Jesús es de Antonio Castaño Liza (2014), que sustituye a otro anterior y a un Judas de Antonio Labaña. La mesa que preside la escena está repleta de viandas y alimentos reales siguiendo la tradición barroca murciana.
- Entrada de Jesús en Jerusalén, con Jesús a lomos de la burrica (1984), mujer hebrea con niño y Santiago Apóstol (1986), todos de José Hernández Navarro.
- San Pedro arrepentido, de Francisco Salzillo (1780), considerada una de sus obras maestras.
- Nuestro Padre Jesús Nazareno de la Penitencia, realizada en 1817 por Santiago Baglietto para la Hermandad del Santísimo Sacramento y Benditas Ánimas de la parroquia de San Pedro, es la única obra de este autor que desfila en la Semana Santa murciana, del que fueron varios de los pasos de la Archicofradía de la Sangre (Los Coloraos).
- Santísimo Cristo de las Almas, de Juan y Sebastián Martínez Cava (2025). Primer paso procesional en Murcia de estos imagineros murcianos. A diferencia del resto de hermandades, el trono, realizado por Manuel Ángel Lorente, presenta una configuración tradicional murciana con solo dos estantes por vara.
- San Juan Evangelista, de Antonio Castaño Liza (2017), sustituye a otra obra anterior de Antonio Labaña, que a su vez sustituía a otra de García Mengual. La hermandad de San Juan fue fundada en 1977.
- María Santísima de los Dolores, atribuida a Francisco Salzillo (1756), perteneciente a la antigua Hermandad del Santísimo Sacramento y Benditas Ánimas de la parroquia, en 1940 fue restaurada por José Sánchez Lozano quien compuso el nuevo candelero y le talló nuevas manos y pies. Hasta 1957 contaba con una disposición distinta, pues históricamente se encontraba arrodillada adorando una cruz vacía y no de pie y sin cruz como en la actualidad, añadiéndosele nuevas devanaderas y pies, debidos igualmente a Sánchez Lozano. Cuenta con una serie de angelotes del siglo XIX en el trono, siguiendo la disposición típica murciana. De entre los mantos que dispone la imagen titular, el "manto azul" fue elaborado en Casa Lucas en 1959.
- Santísimo Cristo de la Esperanza. Si bien la intervención en el Cristo por parte de Francisco Salzillo está documentada en 1755, la falta de datos que arrojen más luz sobre la autoría de la imagen, unido a ciertas características formales que parecen no coincidir con otros crucificados salidos de la gubia del imaginero, ha motivado que se especule con que el maestro, al realizar el Cristo de la Esperanza, interviniera una obra que ya existía con anterioridad, señalándose al gran Antonio Dupar como artífice del Cristo primitivo, aunque tanto la cabeza de la imagen como el paño de pureza serían de Salzillo. El titular es acompañado durante su recorrido por un piquete de la Escuela Militar de Paracaidismo, que es hermana honoraria de la cofradía.

## Vestimenta

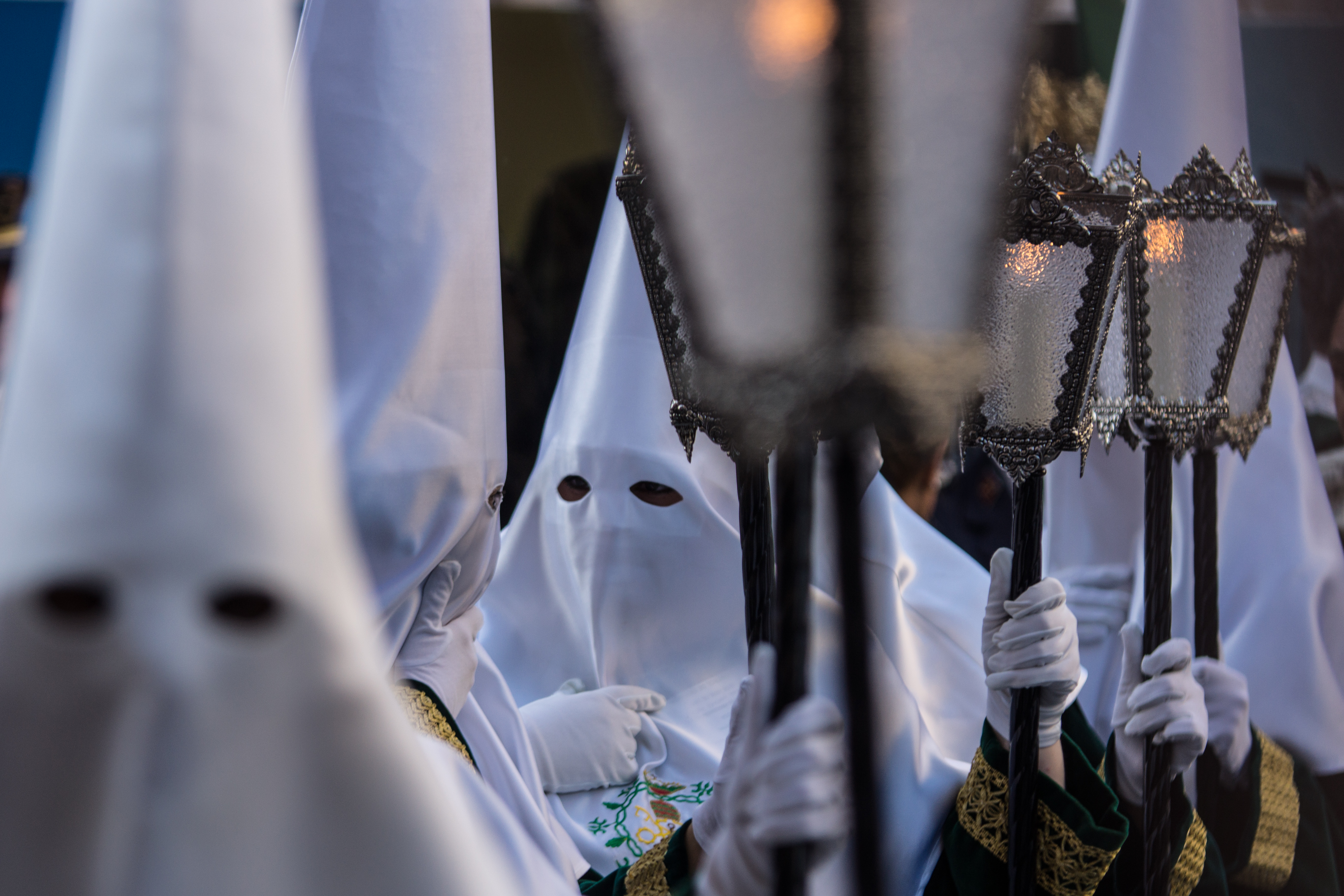
Detalle de penitentes de la Hermandad de María Santísima de los Dolores.

Penitentes y mayordomos: Túnica de terciopelo verde con capuz en raso del mismo color pero de tonalidad algo más clara, llevan el escudo de la institución en el antifaz, y un cíngulo en la cintura. En las hermandades de San Juan y María Santísima de los Dolores los capuces de los nazarenos penitentes y mayordomos son dorados y blancos respectivamente. Los penitentes de la hermandad de la virgen llevan además fajín blanco en lugar de cíngulo. Los penitentes de la Hermandad del Cristo de las Almas, donde se integra el tercio de promesas, cuentan con túnica de tergal verde con la misma tonalidad en túnica y capuz. Los mayordomos de la Cofradía llevan la cara cubierta, a diferencia del estilo tradicional murciano.
Estantes: Túnica verde de tergal con capuz en raso del mismo color con otra tonalidad (a excepción de la Hermandad del Cristo de las Almas, donde ambas piezas son de tergal y del mismo tono). Portan el escudo de la cofradía a la izquierda de la parte superior de la túnica. Poseen puntillas en la solapa y calzan esparteñas. En algunos pasos, el cabo de andas lleva la misma indumentaria que los mayordomos, salvo la cara, que la llevan descubierta.

## Itinerario
Plaza de San Pedro, Jara Carrillo, pl. Martínez Tornel, Tomás Maestre, Sol, Frenería, plaza del Cardenal Belluga, Nicolás Salzillo, pl. Hernández Amores, Trapería, plaza de Santo Domingo, Santa Ana, pl. Santa Ana, Alfonso X, Santa Clara, Echegaray, plaza de Julián Romea, Fernández Ardavín, pl. de Santa Gertrudis, Calderón de la Barca, Esteve Mora, pl. de San Bartolomé, Sociedad, pl. Puxmarina, Madre de Dios, Pascual, Jara Carrillo, plaza de San Pedro.
Dentro de su recorrido destaca la recogida de la cofradía, a medianoche, en la abarrotada Plaza de San Pedro, cuando se produce el encuentro de los pasos titulares y San Juan a sones de marchas procesionales y saetas. El instante en el que el paso del Santísimo Cristo de la Esperanza entra en la iglesia, crucificado de Francisco Salzillo, que a pesar de su peso y tras varias horas de procesión, es introducido a pulso por sus nazarenos estantes.